# Сольниця
Сольниця (пол. Solnica, нім. Lakendorf) — село в Польщі, у гміні Новий Двур-Гданський Новодворського повіту Поморського воєводства.
Населення — 256 осіб (2011).
У 1975-1998 роках село належало до Ельблонзького воєводства.

## Демографія
Демографічна структура станом на 31 березня 2011 року:
|          | Загалом | Допрацездатний вік | Працездатний вік | Постпрацездатний вік |
| -------- | ------- | ------------------ | ---------------- | -------------------- |
| Чоловіки | 134     | 25                 | 97               | 12                   |
| Жінки    | 122     | 25                 | 74               | 23                   |
| Разом    | 256     | 50                 | 171              | 35                   |